# Il Calendario del Popolo
Il Calendario del Popolo è una rivista trimestrale di cultura, fondata nel 1945 e dal 2010 edita da Sandro Teti Editore. È una delle più longeve riviste culturali italiane e nel 2020 ha festeggiato i 75 anni di pubblicazioni ininterrotte.

## Storia

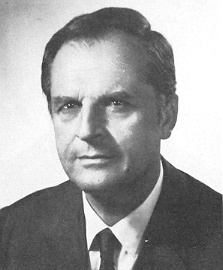
Antonello Trombadori, uno dei collaboratori della rivista

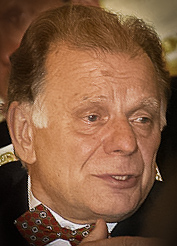
Il fisico Zhores Alferov, membro del Comitato dei garanti

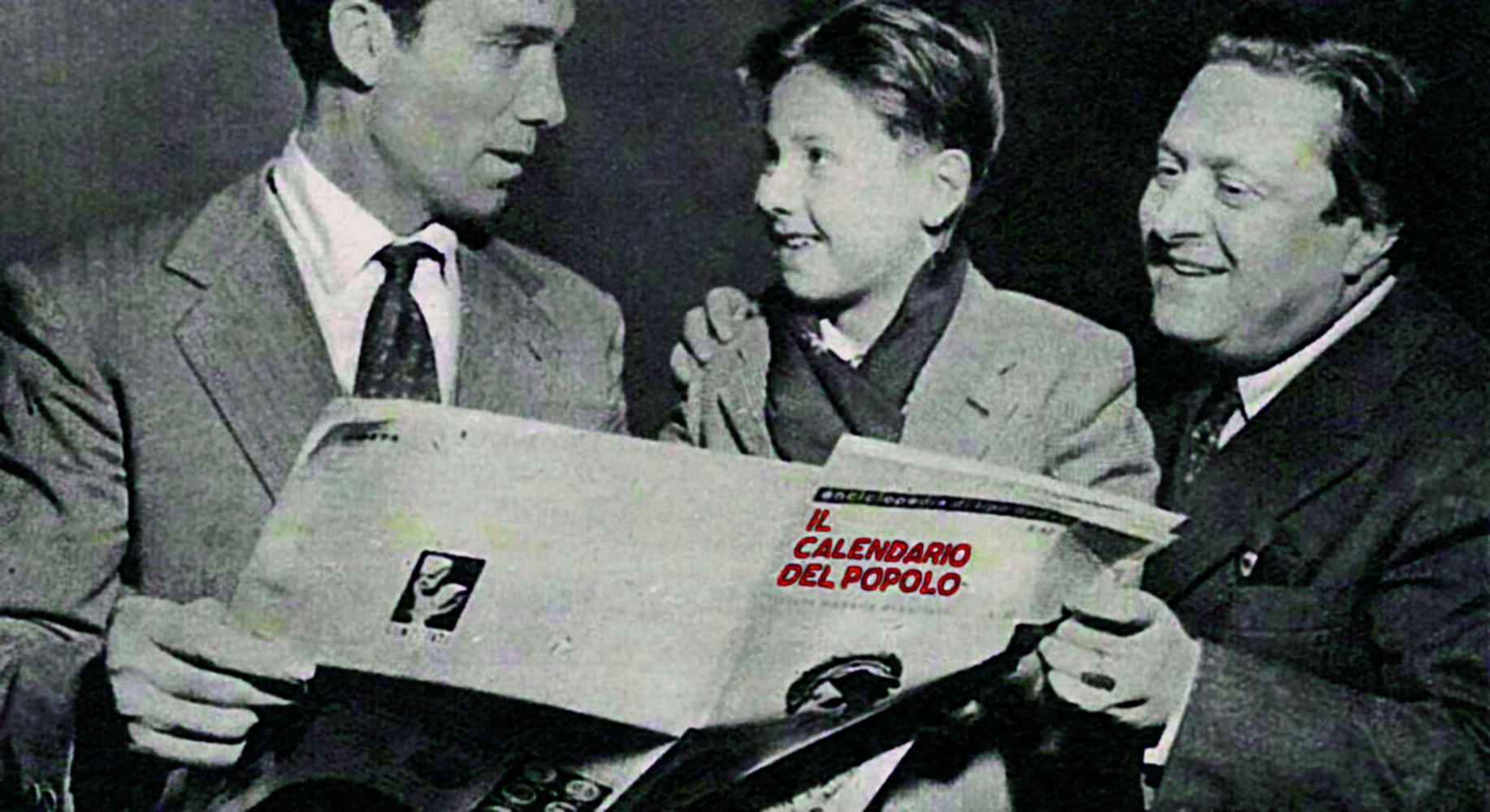
Lamberto Maggiorani e Enzo Staiola, protagonisti del film Ladri di biciclette (Vittorio De Sica, 1948), insieme al fondatore della rivista Il Calendario del Popolo, Giulio Trevisani.

### Le origini
Il Calendario del Popolo nacque a Roma per iniziativa del PCI il 27 marzo 1945, un mese prima dell'insurrezione del Nord, quando cioè l'Italia, negli ultimi giorni della Seconda guerra mondiale, era ancora divisa in due tronconi. Dal 1964 la sua pubblicazione venne poi continuata dalla Casa editrice Teti di Milano.
La Sezione Stampa e Propaganda della Direzione del PCI, diretta dall'ex operaio Celeste Negarville, fa propria l'idea di Giulio Trevisani di dar vita a un foglio popolare che, ricollegandosi all'esperienza prefascista dei “calendari” e degli “almanacchi”, estremamente diffusi allora nelle città e nelle campagne italiane, ricordasse i fatti del passato, facendo emergere episodi storici che sotto il fascismo erano stati nascosti o deformati dalla storiografia di regime. Anche Palmiro Togliatti è affascinato dall'idea di una rivista di questo tipo, e ne segue l'evoluzione fino alla sua morte (21 agosto 1964).
Una rivista quindicinale, tale è allora, di piccolo formato, che si muove nell'alveo della propaganda comunista tradizionale, con l'impegno di rinnovarla e adattarla ai tempi nuovi. La diffusione avviene tramite abbonamento postale, librerie e circoli culturali, le strutture del Partito comunista, e grazie ad una intensa attività di promozione di militanti, i cosiddetti "calendaristi". Il taglio editoriale, con brevi interventi di carattere scientifico, ma scritti con stile letterario, in tutti i campi del sapere e delle arti, si proponeva di rispondere alle esigenze di conoscenza di quella parte di popolazione italiana, di cui facevano parte molti militanti del PCI, che aveva una scarsa preparazione scolastica ed era appena uscita dalla guerra di Liberazione.
Insieme a Trevisani e ai primi redattori, Tonchio e Funghi, collaborano alla rivista intellettuali del calibro di Enrico Berlinguer, Umberto Terracini, Renato Barilli, Stefano Canzio, Giorgio Cingoli, Mario De Micheli, Valentino Gerratana, Antonio Giolitti, Simona Mafai, Concetto Marchesi, Carlo Salinari, Mario Spinella, Rubens Tedeschi, Antonello Trombadori, Ambrogio Donini, Ranuccio Bianchi Bandinelli, Roberto Fieschi, Gabriele Mucchi, Ivan Della Mea e Renato Guttuso.
Nel 1946 Il Calendario del Popolo si trasferisce a Milano. Il Calendario si fa anche centro propulsore di iniziative di promozione culturale, come l'Associazione dei calendaristi, i Congressi di cultura popolare, il Premio città di Cattolica per la poesia dialettale che, fra gli altri, con Salvatore Quasimodo e Edoardo De Filippo in giuria, premia due poeti, all'epoca sconosciuti, come Tonino Guerra e Pier Paolo Pasolini.

### Fine degli anni cinquanta
Alla fine degli anni cinquanta il PCI, ritenendo non più strategica la rivista, allenta di molto il controllo ideologico su di essa. La missione post-bellica di "alfabetizzazione" lascia il posto a un approccio più innovativo. Tra la fine degli anni cinquanta e l'inizio degli anni sessanta, infatti, Il Calendario si rende protagonista di diversi dibattiti su letteratura, cinema e teatro, dando anche spazio a temi e autori poco graditi al Partito comunista[indicare quali]. Grazie a collaboratori come Arturo Lazzari, Ugo Casiraghi e Giuseppe Bartolucci, la testata si confronta con fenomeni culturali di respiro internazionale come il nouveau roman, il teatro dell'assurdo di Eugène Ionesco e le più avanzate tendenze del cinema americano, brasiliano, francese, giapponese, sovietico e tedesco.

### L'intervento editoriale di Nicola Teti
Nel 1964 il PCI ritiene conclusa questa esperienza editoriale. Claudio Pratini avalla la proposta di Nicola Teti, che si offre di rilevare la rivista e ripianarne i debiti, continuandone la diffusione attraverso gli abbonamenti e il circuito librario: nasce così la Nicola Teti Editore, che la pubblica per 46 anni. La rivista ha inoltre sempre curato la veste grafica, potendo contare su eccellenti professionisti come Max Huber e Lica e Albe Steiner.
Il Calendario continua a coniugare tensione divulgativa e approfondimento critico, spaziando dalla scienza all'economia, dal costume al fumetto, dalle religioni allo sport, dalla ricostruzione storica all'analisi degli assetti geopolitici con particolare attenzione per l'Unione sovietica, i paesi del blocco socialista e l'America latina. Strettamente collegati alla vocazione enciclopedica della Nicola Teti Editore e de Il Calendario del popolo sono i due progetti editoriali dell’Enciclopedia Nuovissima, tra i cui collaboratori figurano Cesare Musatti, Luigi Russo, Giulio Maccararo, Ernesto Ragionieri, Lucio Lombardo Radice, Emilio Sereni, Norberto Bobbio, e della Storia della Società Italiana realizzata grazie all'apporto di studiosi come Antonio La Penna, Franco Cardini, Salvatore Sechi e Ludovico Geymonat.

### La scomparsa di Teti e le vicende attuali
Nel febbraio del 2010, in seguito all'improvvisa scomparsa di Nicola Teti, alla direzione della rivista subentra, in qualità di direttore responsabile, il figlio Sandro Teti. Dal dicembre del 2010, la testata torna nelle librerie con una nuova serie monografica-trimestrale, rinnovata nella veste grafica e nel progetto editoriale. Viene costituito un Comitato dei garanti composto, tra gli altri, da importanti personalità del mondo della cultura e della politica quali il premio Nobel per la Fisica Zhores Alferov, Franco Cardini, Luciano Canfora, Luciana Castellina, Franco Ferrarotti, Mario Geymonat, Margherita Hack, Piergiorgio Odifreddi, Moni Ovadia, Leoluca Orlando, Valentino Parlato, Guido Rossi, Nichi Vendola.
Caratterizzato da un taglio esplicativo e popolare, Il Calendario declina la sua attitudine monografica nei termini della pluralità dei contenuti e della molteplicità dei punti di vista, combinando registri differenti che comprendono narrazione letteraria e reportage, inchiesta e intervista, divulgazione saggistica e testimonianza.

### I direttori
Alla direzione si sono succeduti Giulio Trevisani (1945-1966), Carlo Salinari (1966-1977) e poi Franco Della Peruta (1978-2010).